# ハリー・ポッター (映画シリーズ)
『ハリー・ポッター』（英: Harry Potter）は、J・K・ローリングの小説『ハリー・ポッター』シリーズを原作とする、英米の映画シリーズ。ワーナー・ブラザース製作。現在8作。シリーズ累計の興行成績は世界歴代3位の77億ドル。「魔法ワールド」に含まれる。

## 概要
1999年末、デヴィッド・ハイマンとワーナー・ブラザースとの映画化権の契約が完了。契約金は100万ドルで、ローリングは起こったことに対する発言権を維持し、脚本に意見をいう権利を持ち、とくに英国における特定の種類の商品化に対して拒否権を行使できるようにした。代わりにワーナーは世界中で商標としての「ハリー・ポッター」を管理する権利を得た。
契約が結ばれた段階ですでに1巻から3巻までが2000年のベストセラーリストの上位5位に入っていた。
監督には2000年3月27日に『ホーム・アローン』、『ミセス・ダウト』などを手がけたクリス・コロンバスと契約。

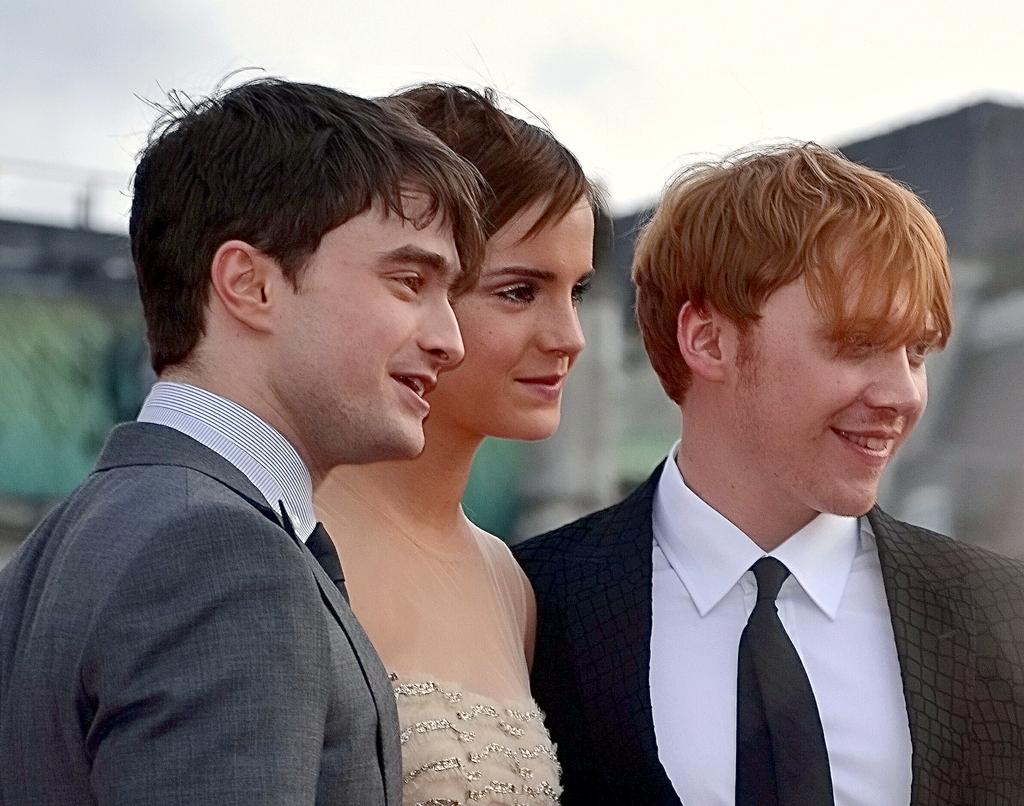
左からハリー・ポッター役のダニエル・ラドクリフ、ハーマイオニー・グレンジャー役のエマ・ワトソン、ロン・ウィーズリー役のルパート・グリント（2011年、『ハリー・ポッターと死の秘宝 PART2』のワールドプレミア）

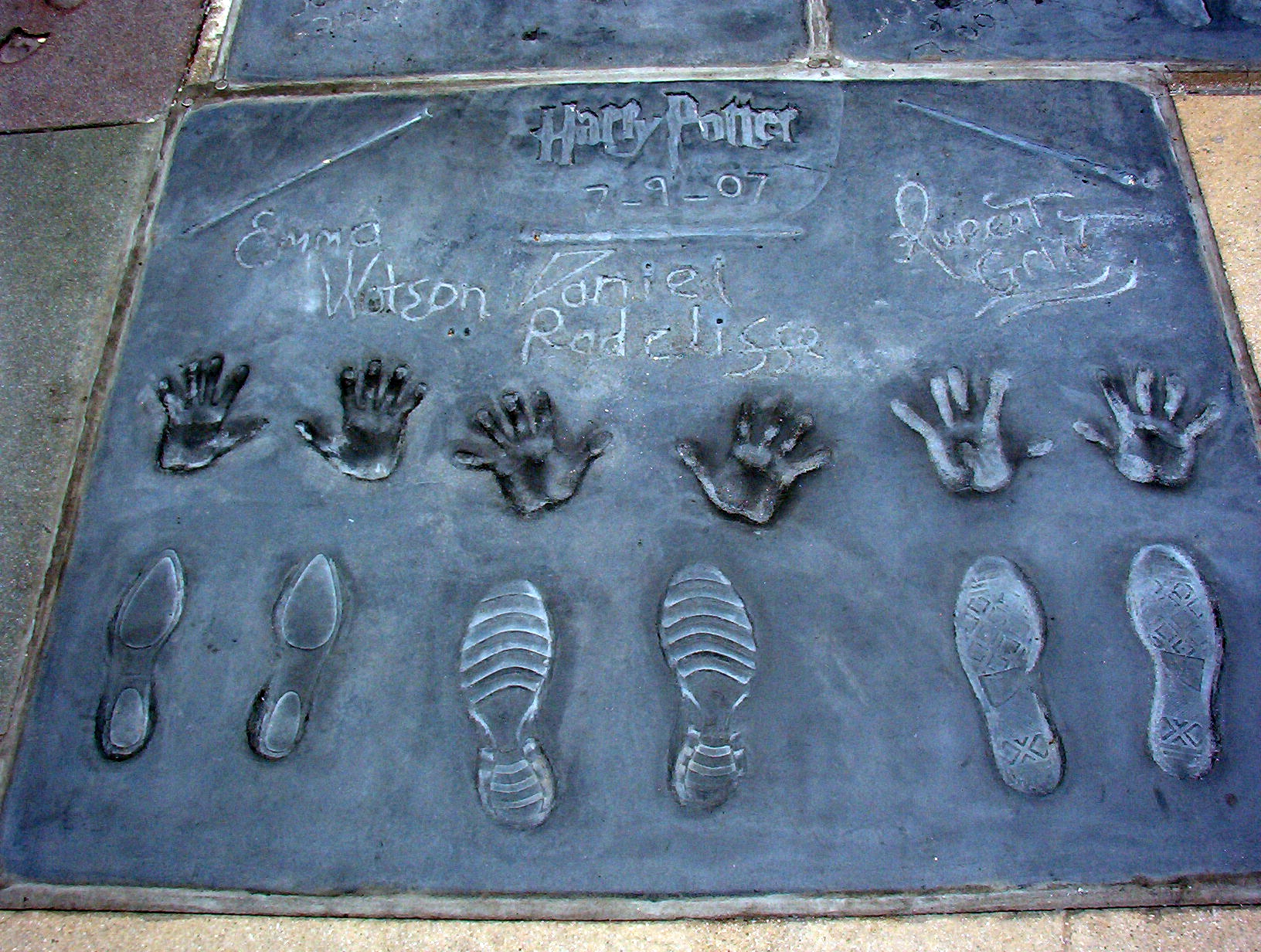
左からワトソン、ラドクリフ、グリントのサインと手型・足型（2007年、グローマンズ・チャイニーズ・シアター）

ハリー・ポッター役はイギリス中の学校をまわってオーディションを繰り返し、興味がある子はワーナー・ブラザースのウェブサイトを通じて連絡するようにと呼びかけた。最終的にハイマンが友人と一緒にウェスト・エンドの劇場に芝居を観に行ったとき、その友人の息子で演技の世界で活動を始めたばかりのダニエル・ラドクリフに目が止まった。
また、監督のクリス・コロンバスは「ホーム・アローン」シリーズでマコーレー・カルキンの両親が映画が原因で離婚したことを反省し、両親にも注意して審査した。
ミネルバ・マクゴナガル役にはデイム（大英帝国勲章）の称号を持つマギー・スミス、セブルス・スネイプ役にはアラン・リックマン、アルバス・ダンブルドア役にはリチャード・ハリス、モリー・ウィーズリー役にはジュリー・ウォルターズ、ほとんど首無しニック役にはジョン・クリーズと英国の名優を揃えた。
ルビウス・ハグリッド役には原作者ローリングの希望でロビー・コルトレーン、脚本を担当するのは『恋のゆくえ/ファビュラス・ベイカー・ボーイズ』を手がけたスティーブ・クローブスに決まった。
撮影地には多くの観光名所から是非にという申し出が殺到したが、最終的にはグロスター大聖堂が本シリーズのおもな舞台となるホグワーツ魔法魔術学校の主要な撮影地に選ばれた。ほかにもウィルトシャー州のラコック大修道院、ダラム大聖堂、ホイットビー大修道院などで撮影が行なわれた。ロンドンのオーストラリア高等弁務官事務所はホグワーツとグリンゴッツ両方の舞台となった。ノースヨークシャーにあるゴースランド駅はホグズミード駅になった。
子役たちは撮影中は休学していたが、学業を続けることが法律で義務付けられているので、個人教師も一緒に撮影地を回ることになった。イギリスは冬の天気が悪いため撮影はたびたび延期され、2001年3月終了というスケジュール通りにはいかず、子供たちの休学期間を7月まで延長することになった。

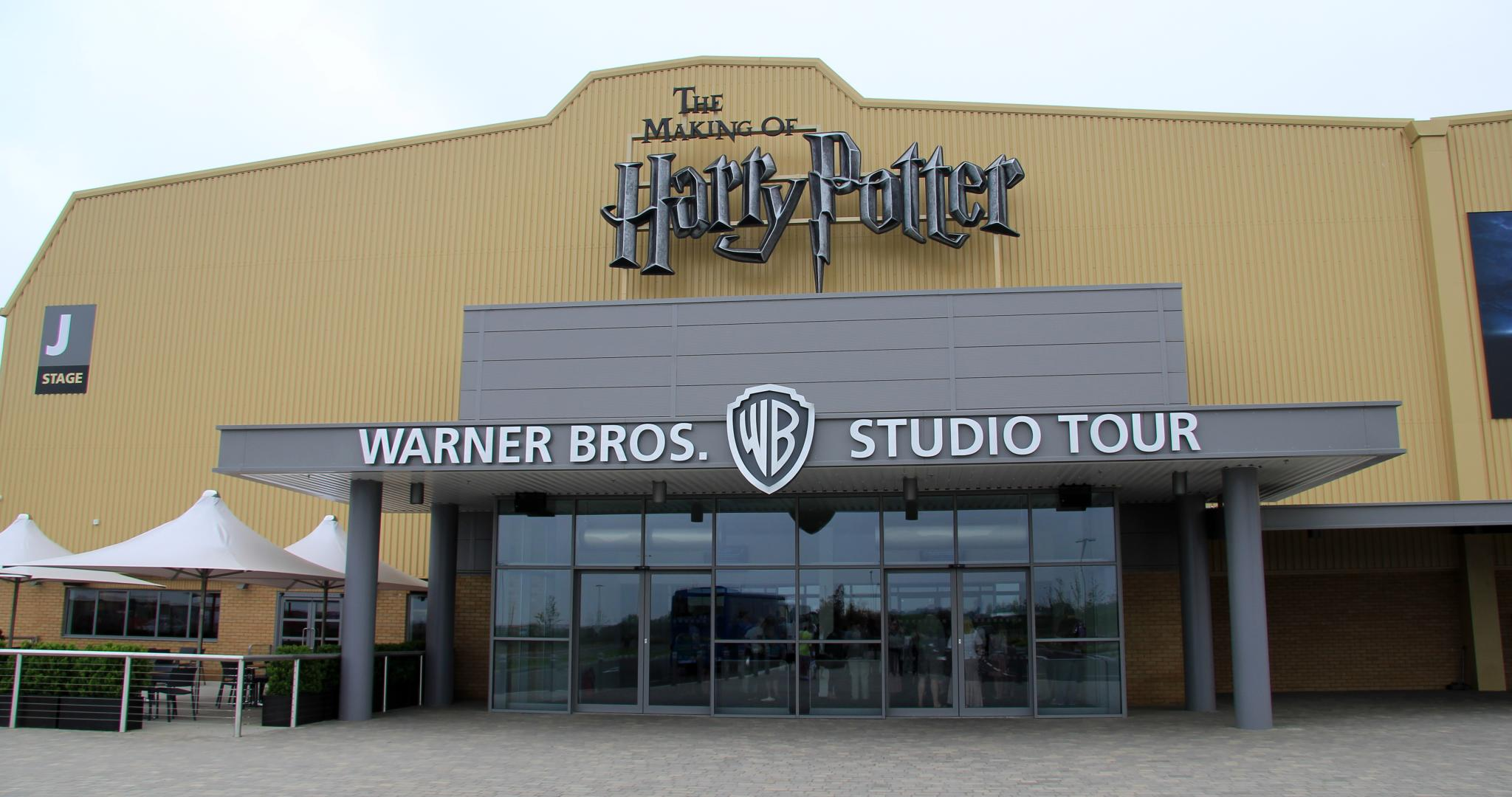
リーブスデン・スタジオ「メイキング・オブ・ハリー・ポッター」入口

撮影が行なわれたイングランドのリーブスデン・スタジオでは、映画の撮影に使用されたセットや小道具、衣装などを見学できる「ワーナーブラザース スタジオツアーロンドン-メイキング・オブ・ハリー・ポッター」というツアーを行なっている。日本では、としまえん閉園後の跡地において、世界で2か所目となる同様の展示を行なうテーマパーク「ワーナーブラザース スタジオツアー東京 ‐ メイキング・オブ・ハリー・ポッター」の設立が2020年8月に正式決定され、2023年6月16日に開業した。
2022年1月1日には、映画第1作『賢者の石』公開20周年を記念し、キャストやスタッフが集結した特別番組『ハリー・ポッター20周年記念: リターン・トゥ・ホグワーツ』（Harry Potter 20th Anniversary: Return to Hogwarts）がHBO Maxで配信された。

## 主な撮影地
ホグワーツ城はアニック・カースルとダラム大聖堂が基になっていることから撮影にも使用された。以下に、いくつかの撮影地を掲載する。
- ハリー・ポッターの村（Harry Potter village）とも呼ばれるレイコック（英語版）や村の修道院が撮影場所となった[8]。

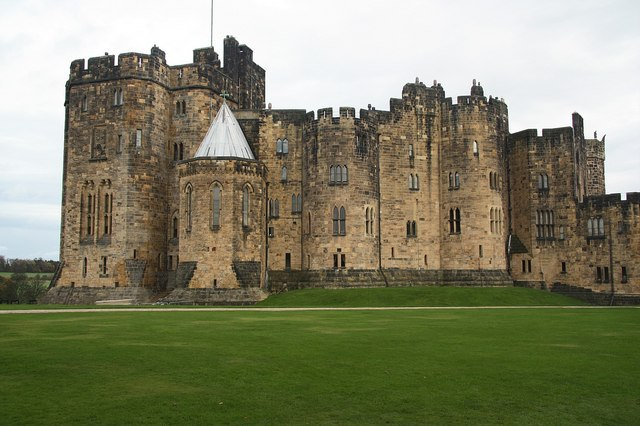
アニック・カースル
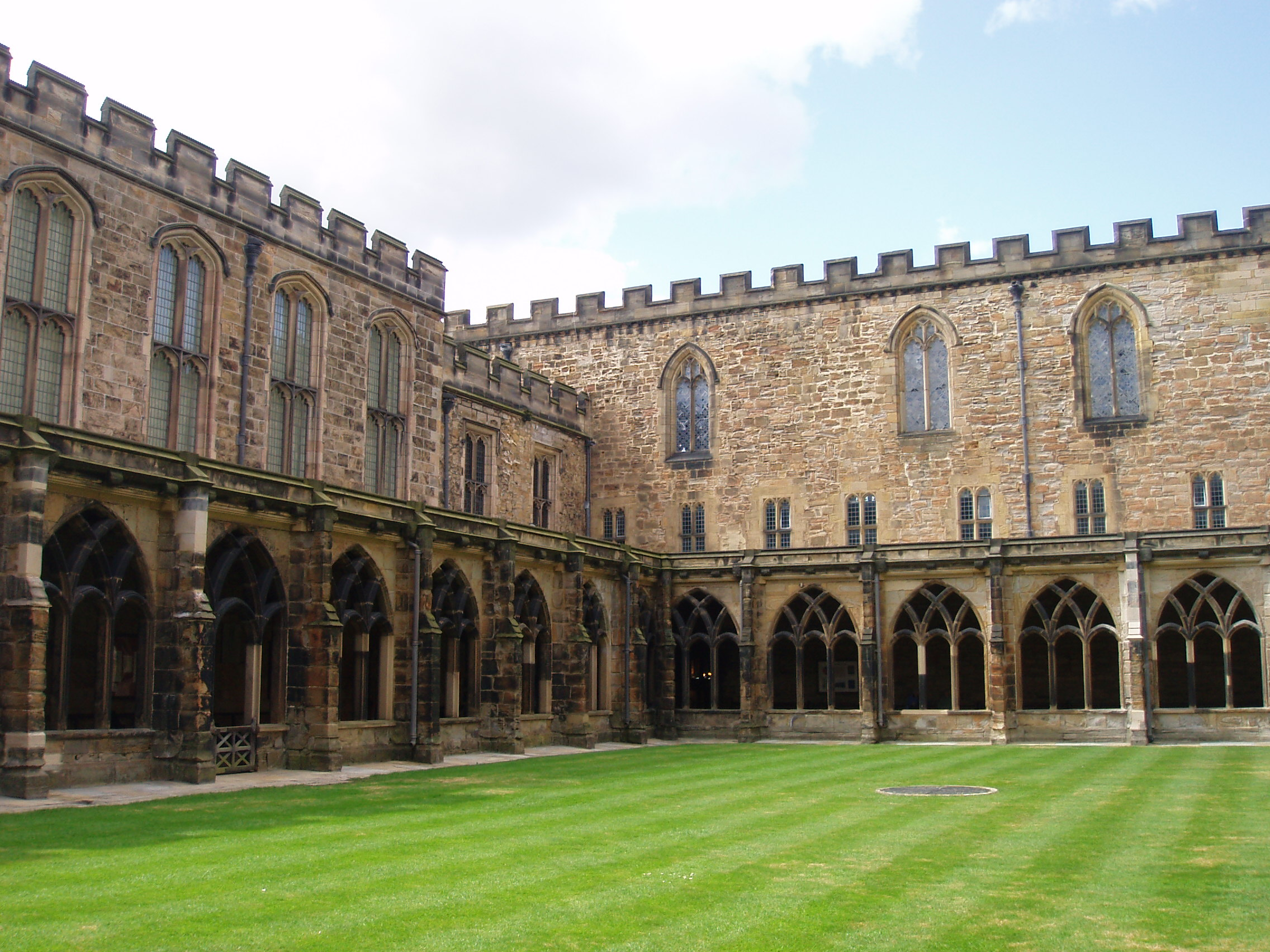
ダラム大聖堂
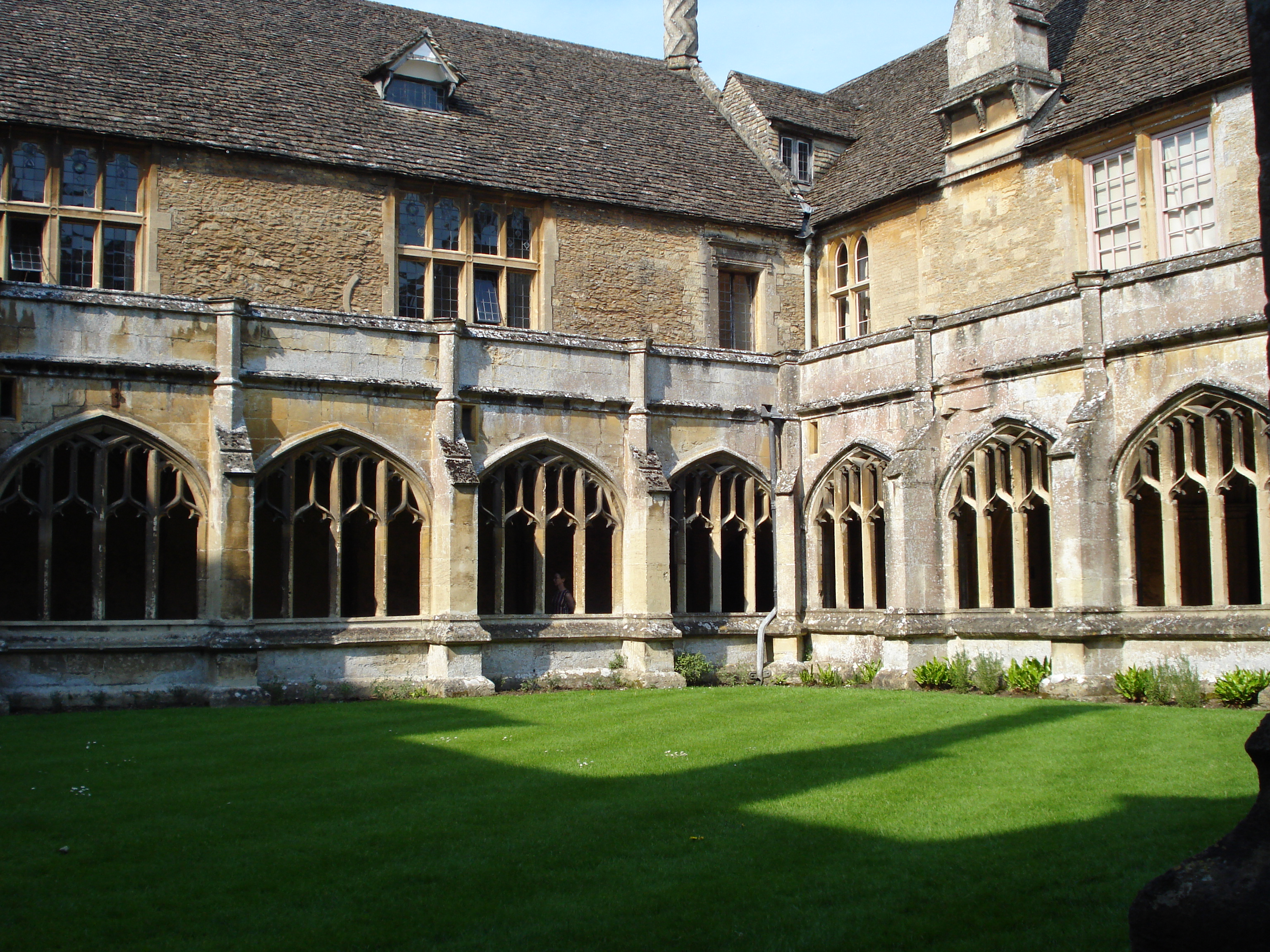
レイコック大修道院（英語版）
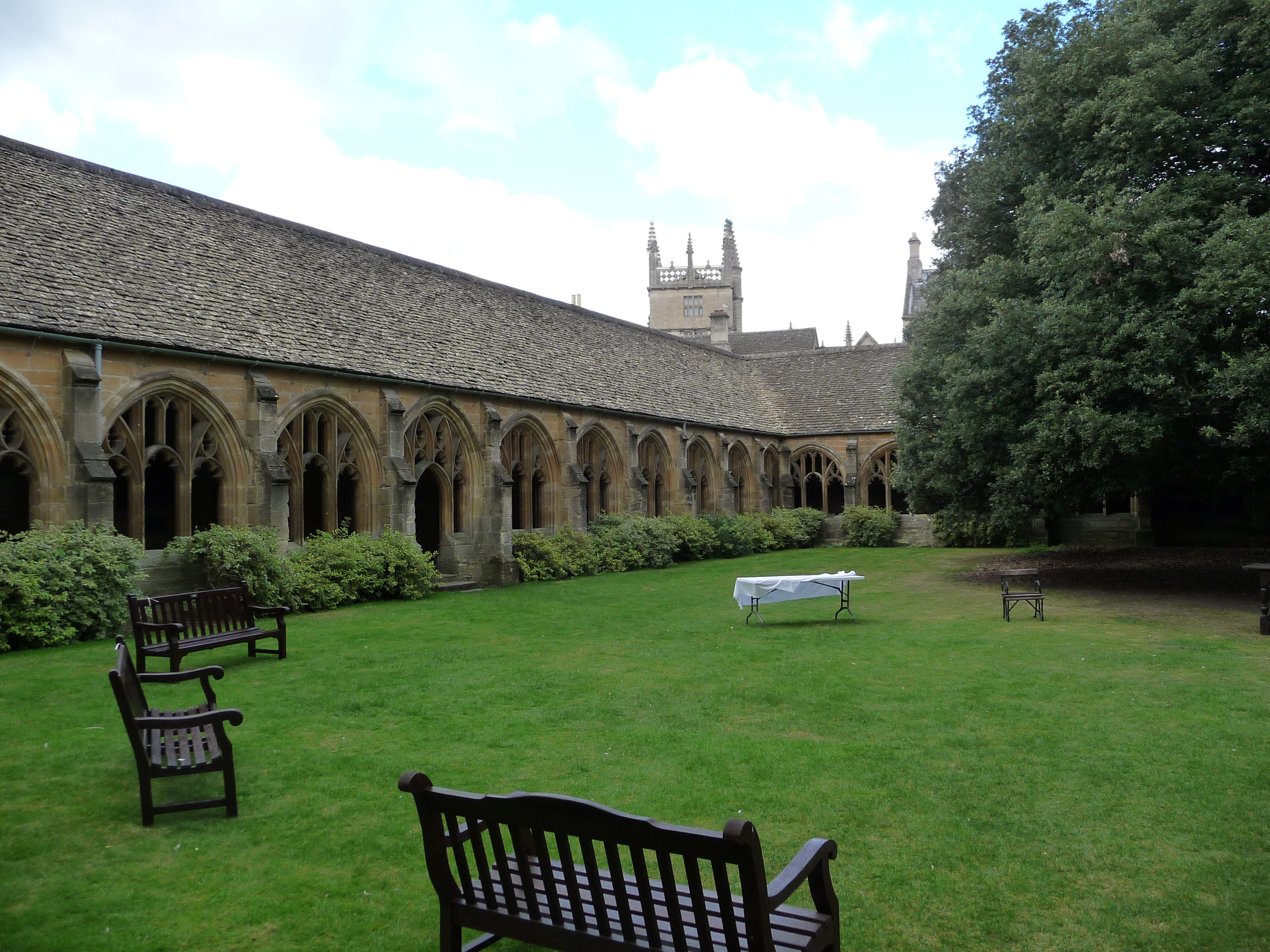
オックスフォード大学のニュー・カレッジ
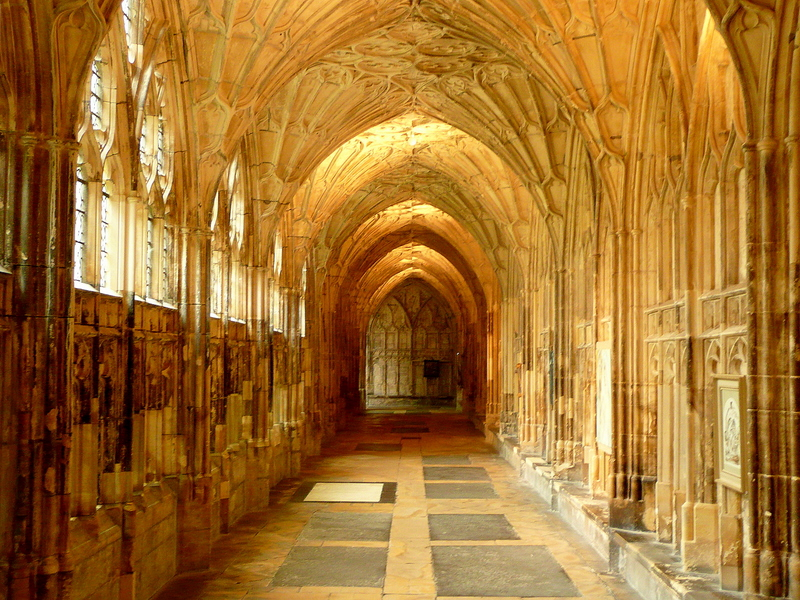
グロスター大聖堂
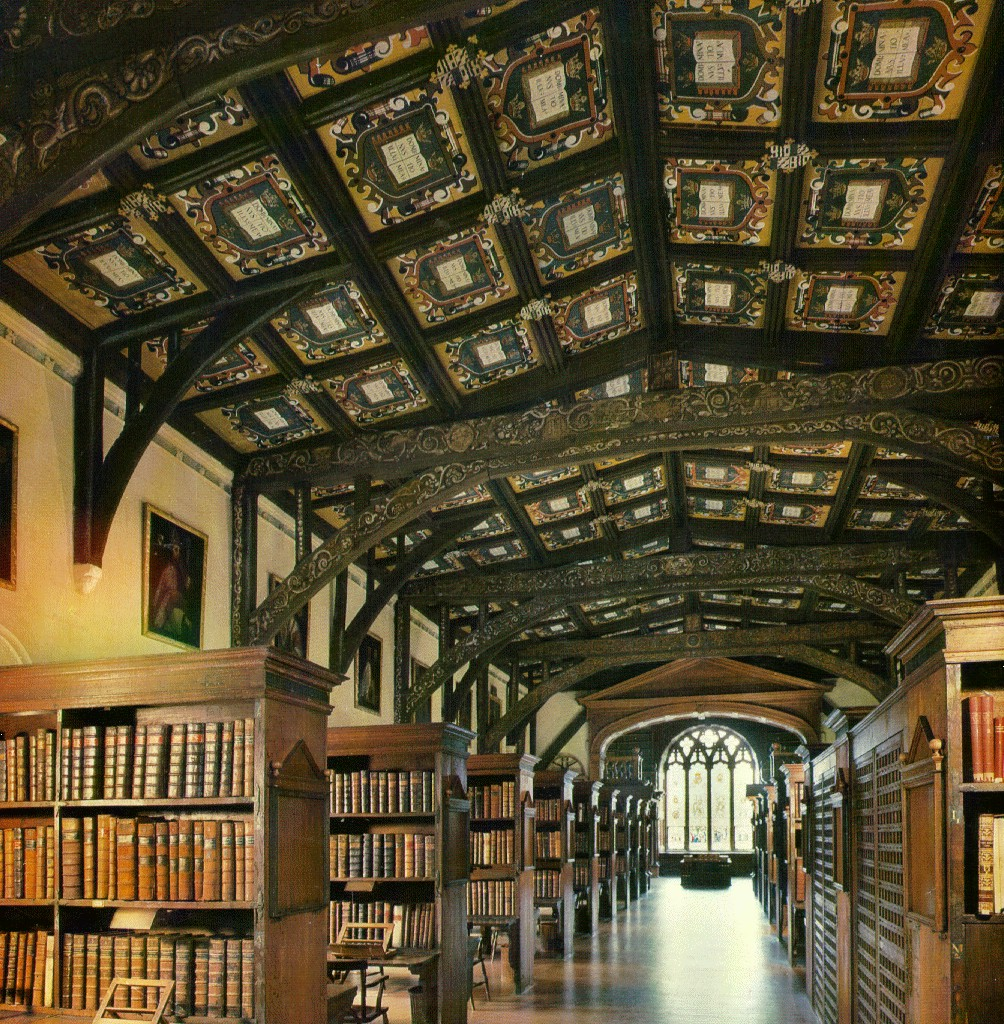
ハンフリー公図書館（英語版）
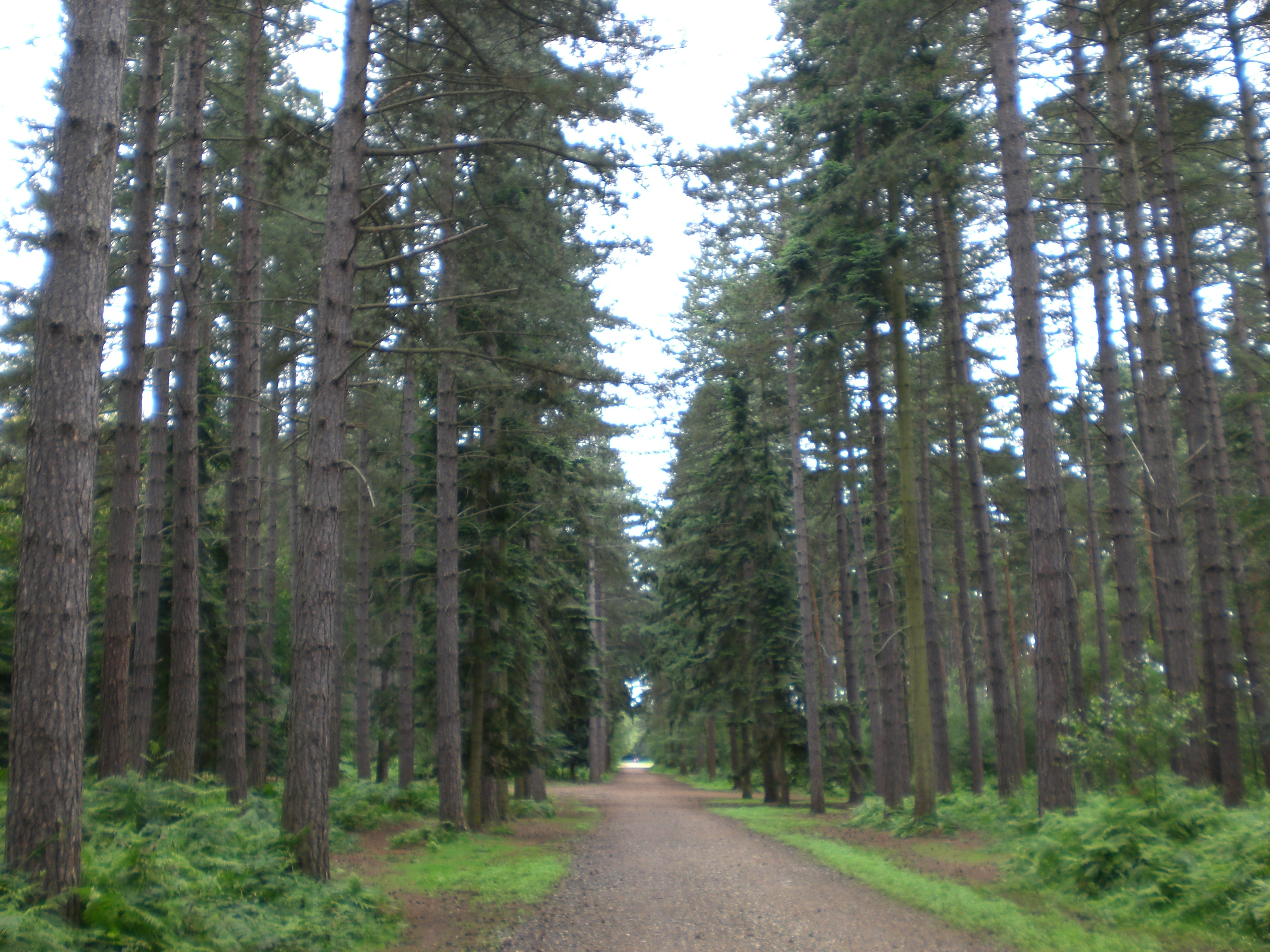
ブラック・パーク（英語版）
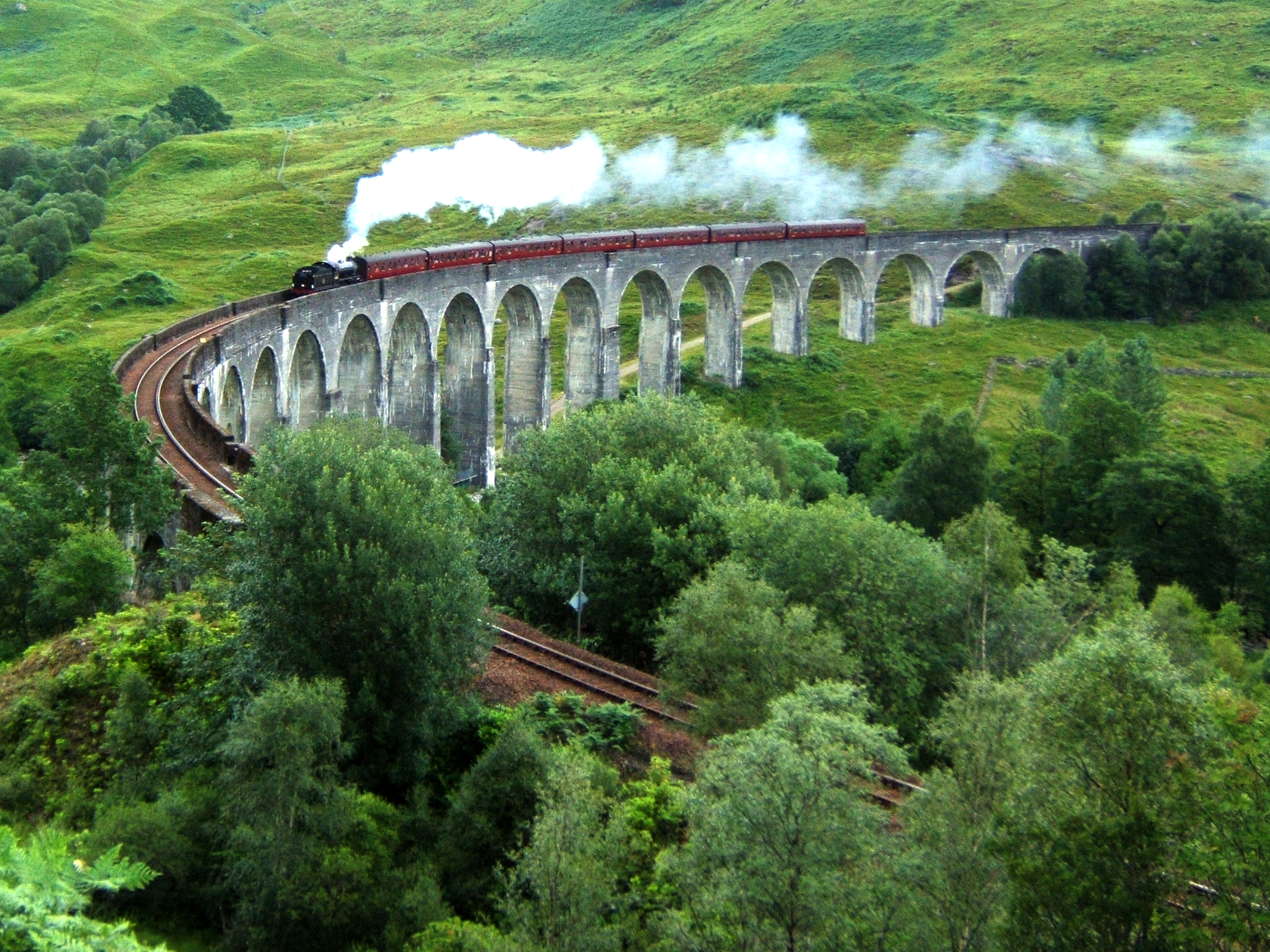
グレンフィナン高架橋

## 一覧
| タイトル                           | 監督                     | 脚本                       | プロデューサー                                               | 音楽                     | 原作                               |
| ---------------------------------- | ------------------------ | -------------------------- | ------------------------------------------------------------ | ------------------------ | ---------------------------------- |
| ハリー・ポッターと賢者の石         | クリス・コロンバス       | スティーブ・クローブス     | デヴィッド・ハイマン                                         | ジョン・ウィリアムズ     | ハリー・ポッターと賢者の石         |
| ハリー・ポッターと秘密の部屋       | クリス・コロンバス       | スティーブ・クローブス     | デヴィッド・ハイマン                                         | ジョン・ウィリアムズ     | ハリー・ポッターと秘密の部屋       |
| ハリー・ポッターとアズカバンの囚人 | アルフォンソ・キュアロン | スティーブ・クローブス     | クリス・コロンバス,デヴィッド・ハイマン & マーク・ラドクリフ | ジョン・ウィリアムズ     | ハリー・ポッターとアズカバンの囚人 |
| ハリー・ポッターと炎のゴブレット   | マイク・ニューウェル     | スティーブ・クローブス     | デヴィッド・ハイマン                                         | パトリック・ドイル       | ハリー・ポッターと炎のゴブレット   |
| ハリー・ポッターと不死鳥の騎士団   | デヴィッド・イェーツ     | マイケル・ゴールデンバーグ | デヴィッド・ハイマン & デヴィッド・バロン                    | ニコラス・フーパー       | ハリー・ポッターと不死鳥の騎士団   |
| ハリー・ポッターと謎のプリンス     | デヴィッド・イェーツ     | スティーヴ・クローヴス     | デヴィッド・ハイマン & デヴィッド・バロン                    | ニコラス・フーパー       | ハリー・ポッターと謎のプリンス     |
| ハリー・ポッターと死の秘宝 PART1   | デヴィッド・イェーツ     | スティーヴ・クローヴス     | デイビッド・ヘイマン, デイビッド・バロン & J・K・ローリング  | アレクサンドル・デスプラ | ハリー・ポッターと死の秘宝         |
| ハリー・ポッターと死の秘宝 PART2   | デヴィッド・イェーツ     | スティーヴ・クローヴス     | デイビッド・ヘイマン, デイビッド・バロン & J・K・ローリング  | アレクサンドル・デスプラ | ハリー・ポッターと死の秘宝         |

## 受賞
| タイトル         | アカデミー賞ノミネート           | 受賞者 | 回     |
| ---------------- | -------------------------------- | --- | ------ |
| 賢者の石         | 美術賞 衣裳デザイン賞 作曲賞     | スチュアート・クレイグ、ステファニー・マクミラン ジュディアンナ・マコフスキー ジョン・ウィリアムズ                                                                                       | 第74回 |
| アズカバンの囚人 | 作曲賞 視覚効果賞                | ジョン・ウィリアムズ ロジャー・ガイエット、ティム・バーク、ジョン・リチャードソン、ウィリアム・ジョージ                                                                                  | 第77回 |
| 炎のゴブレット   | 美術賞                           | スチュアート・クレイグ、ステファニー・マクミラン | 第78回 |
| 謎のプリンス     | 撮影賞                           | ブリュノ・デルボネル | 第82回 |
| 死の秘宝 PART 1  | 美術賞 視覚効果賞                | スチュアート・クレイグ、ステファニー・マクミラン ティム・バーク、ジョン・リチャードソン、クリスチャン・マンツ、ニコラス・アイターディー                                                  | 第83回 |
| 死の秘宝 PART 2  | 美術賞 メイクアップ賞 視覚効果賞 | スチュアート・クレイグ、ステファニー・マクミラン ニック・ダドマン、アマンダ・ナイト、Lisa Tomblin ティム・バーク）、デヴィッド・ヴィッケリー、グレッグ・バトラー、ジョン・リチャードソン | 第84回 |

## 興行収入
| タイトル         | 公開日         | 興行収入                    | 興行収入     | 興行収入                    | 興行収入       | 制作費               | 参照                               |
| タイトル         | 公開日         | 世界                        | イギリス     | 北アメリカ (チケット売上数) | 他地域         | 制作費               | 参照                               |
| ---------------- | -------------- | --------------------------- | ------------ | --------------------------- | -------------- | -------------------- | ---------------------------------- |
| 賢者の石         | 2001年11月16日 | $974,755,371                | £66,096,060  | $317,575,550(55,976,200)    | $657,179,821   | $1.25億              | [ 9 ] [ 10 ] [ 10 ] [ 11 ] [ 12 ]  |
| 秘密の部屋       | 2002年11月14日 | $878,979,634                | £54,780,731  | $261,988,482(44,978,900)    | $616,991,152   | $1.00億              | [ 11 ] [ 12 ] [ 13 ] [ 14 ]        |
| アズカバンの囚人 | 2004年5月31日  | $796,688,549                | £45,615,949  | $249,541,069(40,183,700)    | $547,147,480   | $1.30億              | [ 11 ] [ 12 ] [ 15 ]               |
| 炎のゴブレット   | 2005年11月18日 | $896,911,078                | £48,328,854  | $290,013,036(45,188,100)    | $606,898,042   | $1.50億              | [ 11 ] [ 12 ] [ 16 ] [ 17 ]        |
| 不死鳥の騎士団   | 2007年7月11日  | $939,885,929                | £49,136,969  | $292,004,738(42,442,500)    | $647,881,191   | $1.50億              | [ 11 ] [ 12 ] [ 18 ] [ 19 ]        |
| 謎のプリンス     | 2009年7月15日  | $934,416,487                | £50,713,404  | $301,959,197(40,261,200)    | $632,457,290   | $2.50億              | [ 11 ] [ 12 ] [ 20 ] [ 21 ]        |
| 死の秘宝 PART 1  | 2010年11月19日 | $960,283,305                | £52,364,075  | $295,983,305(37,503,700)    | $664,300,000   | $2.50億未満 (公称値) | [ 11 ] [ 12 ] [ 22 ] [ 23 ] [ 24 ] |
| 死の秘宝 PART 2  | 2011年7月15日  | $1,341,511,219              | £73,094,187  | $381,011,219(48,046,800)    | $960,500,000   | $2.50億未満 (公称値) | [ 12 ] [ 24 ] [ 25 ]               |
| 合計             | 合計           | $7,723,431,572(約8259億円） | £440,269,736 | $2,390,076,596              | $5,333,354,976 | $11.55億             | [ 26 ]                             |

### ランキング
| タイトル         | ランク       | ランク            | ランク            | ランク                          | ランク          | ランク      | ランク        | ランク         | 参照                 |
| タイトル         | 全期間(世界) | 全期間 (アメリカ) | 全期間 (イギリス) | 全期間インフレ調整 (北アメリカ) | 年間 (アメリカ) | 年間 (世界) | 初日 (全期間) | 第1週 (全期間) | 参照                 |
| ---------------- | ------------ | ----------------- | ----------------- | ------------------------------- | --------------- | ----------- | ------------- | -------------- | -------------------- |
| 賢者の石         | #27          | #47               | #9                | #72                             | #1              | #1          | #59           | #50            | [ 9 ]                |
| 秘密の部屋       | #43          | #84               | #17               | #129                            | #4              | #2          | #73           | #54            | [ 11 ] [ 13 ] [ 14 ] |
| アズカバンの囚人 | #57          | #100              | #33               | #170                            | #6              | #2          | #42           | #44            | [ 11 ]               |
| 炎のゴブレット   | #39          | #72               | #28               | #127                            | #3              | #1          | #37           | #35            | [ 11 ] [ 16 ] [ 17 ] |
| 不死鳥の騎士団   | #34          | #68               | #25               | #148                            | #5              | #2          | #20           | #70            | [ 11 ] [ 18 ] [ 19 ] |
| 謎のプリンス     | #36          | #60               | #24               | #168                            | #3              | #2          | #21           | #68            | [ 11 ] [ 20 ] [ 21 ] |
| 死の秘宝 PART 1  | #31          | #63               | #18               | #190                            | #5              | #3          | #19           | #21            | [ 11 ] [ 22 ] [ 23 ] |
| 死の秘宝 PART 2  | #8           | #24               | #7                | #112                            | #1              | #1          | #2            | #7             | [ 25 ] [ 27 ] [ 28 ] |

## キャスト
| キャラクター                     |                                               | 賢者の石                                      | 秘密の部屋                 | アズカバンの囚人         | 炎のゴブレット                 | 不死鳥の騎士団                 | 謎のプリンス                     | 死の秘宝 PART 1              | 死の秘宝 PART 2              |
| 賢者の石から登場する人物         | 賢者の石から登場する人物                      | 賢者の石から登場する人物                      | 賢者の石から登場する人物   | 賢者の石から登場する人物 | 賢者の石から登場する人物       | 賢者の石から登場する人物       | 賢者の石から登場する人物         | 賢者の石から登場する人物     | 賢者の石から登場する人物     |
| -------------------------------- | --------------------------------------------- | --------------------------------------------- | -------------------------- | ------------------------ | ------------------------------ | ------------------------------ | -------------------------------- | ---------------------------- | ---------------------------- |
| ハリー・ポッター                 | ダニエル・ラドクリフ                          | ダニエル・ラドクリフ                          | ダニエル・ラドクリフ       | ダニエル・ラドクリフ     | ダニエル・ラドクリフ           | ダニエル・ラドクリフ           | ダニエル・ラドクリフ             | ダニエル・ラドクリフ         | ダニエル・ラドクリフ         |
| ハリー・ポッター                 | 赤ん坊                                        | サンダース・トリプレットス                    |                            |                          |                                |                                |                                  |                              | トビー・パプワース           |
| ロン・ウィーズリー               | ルパート・グリント                            | ルパート・グリント                            | ルパート・グリント         | ルパート・グリント       | ルパート・グリント             | ルパート・グリント             | ルパート・グリント               | ルパート・グリント           | ルパート・グリント           |
| ハーマイオニー・グレンジャー     | エマ・ワトソン                                | エマ・ワトソン                                | エマ・ワトソン             | エマ・ワトソン           | エマ・ワトソン                 | エマ・ワトソン                 | エマ・ワトソン                   | エマ・ワトソン               | エマ・ワトソン               |
| アルバス・ダンブルドア           | リチャード・ハリス                            | リチャード・ハリス                            | リチャード・ハリス         | マイケル・ガンボン       | マイケル・ガンボン             | マイケル・ガンボン             | マイケル・ガンボン               | マイケル・ガンボン           | マイケル・ガンボン           |
| アルバス・ダンブルドア           | 青年時                                        |                                               |                            |                          |                                |                                |                                  | トビー・レグボ               |                              |
| ヴォルデモート卿 トム・リドル    | リチャード・ブレマー イアン・ハート           | リチャード・ブレマー イアン・ハート           |                            |                          | レイフ・ファインズ             | レイフ・ファインズ             | レイフ・ファインズ（回想）       | レイフ・ファインズ           | レイフ・ファインズ           |
| ヴォルデモート卿 トム・リドル    | 16歳                                          |                                               | クリスチャン・コールソン   |                          |                                |                                | フランク・ディレイン             | フランク・ディレイン（音声） |                              |
| ヴォルデモート卿 トム・リドル    | 11歳                                          |                                               |                            |                          |                                |                                | ヒーロー・ファインズ・ティフィン |                              |                              |
| セブルス・スネイプ               | アラン・リックマン                            | アラン・リックマン                            | アラン・リックマン         | アラン・リックマン       | アラン・リックマン             | アラン・リックマン             | アラン・リックマン               | アラン・リックマン           | アラン・リックマン           |
| セブルス・スネイプ               | 学生時                                        |                                               |                            |                          |                                | アレック・ホプキンス           |                                  |                              |                              |
| セブルス・スネイプ               | 幼少期                                        |                                               |                            |                          |                                |                                |                                  |                              | ベネディクト・クラーク       |
| ミネルバ・マクゴナガル           | マギー・スミス                                | マギー・スミス                                | マギー・スミス             | マギー・スミス           | マギー・スミス                 | マギー・スミス                 | マギー・スミス                   |                              | マギー・スミス               |
| ルビウス・ハグリッド             | ロビー・コルトレーン                          | ロビー・コルトレーン                          | ロビー・コルトレーン       | ロビー・コルトレーン     | ロビー・コルトレーン           | ロビー・コルトレーン           | ロビー・コルトレーン             | ロビー・コルトレーン         | ロビー・コルトレーン         |
| ルビウス・ハグリッド             | 学生時                                        |                                               | マーティン・ベイフィールド |                          |                                |                                |                                  |                              |                              |
| フィリウス・フリットウィック     | ワーウィック・デイヴィス                      | ワーウィック・デイヴィス                      | ワーウィック・デイヴィス   |                          | ワーウィック・デイヴィス       | ワーウィック・デイヴィス       | ワーウィック・デイヴィス         |                              | ワーウィック・デイヴィス     |
| アーガス・フィルチ               | デイビッド・ブラッドリー                      | デイビッド・ブラッドリー                      | デイビッド・ブラッドリー   | デイビッド・ブラッドリー | デイビッド・ブラッドリー       | デイビッド・ブラッドリー       | デイビッド・ブラッドリー         |                              | デイビッド・ブラッドリー     |
| ドラコ・マルフォイ               | トム・フェルトン                              | トム・フェルトン                              | トム・フェルトン           | トム・フェルトン         | トム・フェルトン               | トム・フェルトン               | トム・フェルトン                 | トム・フェルトン             | トム・フェルトン             |
| ネビル・ロングボトム             | マシュー・ルイス                              | マシュー・ルイス                              | マシュー・ルイス           | マシュー・ルイス         | マシュー・ルイス               | マシュー・ルイス               | マシュー・ルイス                 | マシュー・ルイス             | マシュー・ルイス             |
| バーノン・ダーズリー             | リチャード・グリフィス                        | リチャード・グリフィス                        | リチャード・グリフィス     | リチャード・グリフィス   |                                | リチャード・グリフィス         |                                  | リチャード・グリフィス       |                              |
| ペチュニア・ダーズリー           | フィオナ・ショウ                              | フィオナ・ショウ                              | フィオナ・ショウ           | フィオナ・ショウ         |                                | フィオナ・ショウ               |                                  | フィオナ・ショウ             |                              |
| ペチュニア・ダーズリー           | 幼少期                                        |                                               |                            |                          |                                |                                |                                  |                              | アリエラ・パラダイス         |
| モリー・ウィーズリー             | ジュリー・ウォルターズ                        | ジュリー・ウォルターズ                        | ジュリー・ウォルターズ     | ジュリー・ウォルターズ   |                                | ジュリー・ウォルターズ         | ジュリー・ウォルターズ           | ジュリー・ウォルターズ       | ジュリー・ウォルターズ       |
| ジニー・ウィーズリー             | ボニー・ライト                                | ボニー・ライト                                | ボニー・ライト             | ボニー・ライト           | ボニー・ライト                 | ボニー・ライト                 | ボニー・ライト                   | ボニー・ライト               | ボニー・ライト               |
| フレッド・ウィーズリー           | ジェームズ・フェルプス                        | ジェームズ・フェルプス                        | ジェームズ・フェルプス     | ジェームズ・フェルプス   | ジェームズ・フェルプス         | ジェームズ・フェルプス         | ジェームズ・フェルプス           | ジェームズ・フェルプス       | ジェームズ・フェルプス       |
| ジョージ・ウィーズリー           | オリバー・フェルプス                          | オリバー・フェルプス                          | オリバー・フェルプス       | オリバー・フェルプス     | オリバー・フェルプス           | オリバー・フェルプス           | オリバー・フェルプス             | オリバー・フェルプス         | オリバー・フェルプス         |
| オリバー・ウッド                 | ショーン・ビガースタッフ                      | ショーン・ビガースタッフ                      | ショーン・ビガースタッフ   |                          |                                |                                |                                  |                              | ショーン・ビガースタッフ     |
| ほとんど首無しニック             | ジョン・クリーズ                              | ジョン・クリーズ                              | ジョン・クリーズ           |                          |                                |                                |                                  |                              |                              |
| 灰色のレディ                     | ニーナ・ヤング                                | ニーナ・ヤング                                |                            |                          |                                |                                |                                  |                              | ケリー・マクドナルド         |
| 太った婦人                       | エリザベス・スプリッグス                      | エリザベス・スプリッグス                      |                            | ドーン・フレンチ         |                                |                                |                                  |                              |                              |
| クィリナス・クィレル             | イアン・ハート                                | イアン・ハート                                |                            |                          |                                |                                |                                  |                              | イアン・ハート（回想）       |
| マダム・フーチ                   | ゾーイ・ワナメイカー                          | ゾーイ・ワナメイカー                          |                            |                          |                                |                                |                                  |                              |                              |
| オリバンダー老人                 | ジョン・ハート                                | ジョン・ハート                                |                            |                          |                                |                                |                                  | ジョン・ハート               | ジョン・ハート               |
| グリップフック                   | ヴァーン・トロイヤー ワーウィック・デイヴィス | ヴァーン・トロイヤー ワーウィック・デイヴィス |                            |                          |                                |                                |                                  | ワーウィック・デイヴィス     | ワーウィック・デイヴィス     |
| 秘密の部屋から登場する人物       |                                               |                                               |                            |                          |                                |                                |                                  |                              |                              |
| ルシウス・マルフォイ             |                                               |                                               | ジェイソン・アイザックス   |                          | ジェイソン・アイザックス       | ジェイソン・アイザックス       | ジェイソン・アイザックス（写真） | ジェイソン・アイザックス     | ジェイソン・アイザックス     |
| ルシウス・マルフォイ             | 学生時                                        |                                               |                            |                          |                                |                                | トニー・コバーン                 |                              |                              |
| アーサー・ウィーズリー           |                                               |                                               | マーク・ウィリアムズ       | マーク・ウィリアムズ     | マーク・ウィリアムズ           | マーク・ウィリアムズ           | マーク・ウィリアムズ             | マーク・ウィリアムズ         | マーク・ウィリアムズ         |
| ドビーの声                       |                                               |                                               | トビー・ジョーンズ         |                          |                                |                                |                                  | トビー・ジョーンズ           |                              |
| ポモーナ・スプラウト             |                                               |                                               | ミリアム・マーゴリーズ     |                          |                                |                                |                                  |                              | ミリアム・マーゴリーズ       |
| マダム・ポンフリー               |                                               |                                               | ジェマ・ジョーンズ         |                          |                                |                                | ジェマ・ジョーンズ               |                              | ジェマ・ジョーンズ           |
| 嘆きのマートル                   |                                               |                                               | シャーリー・ヘンダーソン   |                          | シャーリー・ヘンダーソン       |                                |                                  |                              |                              |
| コーネリウス・ファッジ           |                                               |                                               | ロバート・ハーディ         | ロバート・ハーディ       | ロバート・ハーディ             | ロバート・ハーディ             | ロバート・ハーディ（音声）       |                              |                              |
| ギルデロイ・ロックハート         |                                               |                                               | ケネス・ブラナー           |                          |                                |                                |                                  |                              |                              |
| アズカバンの囚人から登場する人物 |                                               |                                               |                            |                          |                                |                                |                                  |                              |                              |
| シリウス・ブラック               |                                               |                                               |                            | ゲイリー・オールドマン   | ゲイリー・オールドマン         | ゲイリー・オールドマン         |                                  |                              | ゲイリー・オールドマン       |
| シリウス・ブラック               | 学生時                                        |                                               |                            |                          |                                | ジェームズ・ウォルターズ       |                                  |                              |                              |
| シリウス・ブラック               | 幼少期                                        |                                               |                            |                          |                                |                                |                                  |                              | ロハン・ゴトベッド           |
| リーマス・ルーピン               |                                               |                                               |                            | デイビッド・シューリス   |                                | デイビッド・シューリス         | デイビッド・シューリス           | デイビッド・シューリス       | デイビッド・シューリス       |
| リーマス・ルーピン               | 学生時                                        |                                               |                            |                          |                                | ジェームズ・ウテツィン         |                                  |                              |                              |
| ピーター・ペティグリュー         |                                               |                                               |                            | ティモシー・スポール     | ティモシー・スポール           | ティモシー・スポール（写真）   | ティモシー・スポール             | ティモシー・スポール         | ティモシー・スポール（回想） |
| ピーター・ペティグリュー         | 学生時                                        |                                               |                            |                          |                                | チャールズ・ヒューズ           |                                  |                              |                              |
| シビル・トレローニー             |                                               |                                               |                            | エマ・トンプソン         |                                | エマ・トンプソン               |                                  |                              | エマ・トンプソン             |
| マダム・ロスメルタ               |                                               |                                               |                            | ジュリー・クリスティ     |                                |                                |                                  |                              |                              |
| マージョリー・ダーズリー         |                                               |                                               |                            | パム・フェリス           |                                |                                |                                  |                              |                              |
| 炎のゴブレットから登場する人物   |                                               |                                               |                            |                          |                                |                                |                                  |                              |                              |
| アラスター・ムーディ             |                                               |                                               |                            |                          | ブレンダン・グリーソン         | ブレンダン・グリーソン         |                                  | ブレンダン・グリーソン       |                              |
| セドリック・ディゴリー           |                                               |                                               |                            |                          | ロバート・パティンソン         | ロバート・パティンソン（回想） |                                  |                              |                              |
| フラー・デラクール               |                                               |                                               |                            |                          | クレマンス・ポエジー           |                                |                                  | クレマンス・ポエジー         | クレマンス・ポエジー         |
| ビクトール・クラム               |                                               |                                               |                            |                          | スタニスラフ・アイエネフスキー |                                |                                  |                              |                              |
| リータ・スキーター               |                                               |                                               |                            |                          | ミランダ・リチャードソン       |                                |                                  | ミランダ・リチャードソン     |                              |
| オリンペ・マクシーム             |                                               |                                               |                            |                          | フランシス・デ・ラ・トゥーア   |                                |                                  | フランシス・デ・ラ・トゥーア |                              |
| イゴール・カルカロフ             |                                               |                                               |                            |                          | ペジャ・ビヤラク               |                                |                                  |                              |                              |
| バーテミウス・クラウチ・シニア   |                                               |                                               |                            |                          | ロジャー・ロイド・パック       |                                |                                  |                              |                              |
| 不死鳥の騎士団から登場する人物   |                                               |                                               |                            |                          |                                |                                |                                  |                              |                              |
| ベラトリックス・レストレンジ     |                                               |                                               |                            |                          |                                | ヘレナ・ボナム＝カーター       | ヘレナ・ボナム＝カーター         | ヘレナ・ボナム＝カーター     | ヘレナ・ボナム＝カーター     |
| ドローレス・アンブリッジ         |                                               |                                               |                            |                          |                                | イメルダ・スタウントン         | イメルダ・スタウントン（音声）   | イメルダ・スタウントン       |                              |
| ニンファドーラ・トンクス         |                                               |                                               |                            |                          |                                | ナタリア・テナ                 | ナタリア・テナ                   | ナタリア・テナ               | ナタリア・テナ               |
| キングズリー・シャックルボルト   |                                               |                                               |                            |                          |                                | ジョージ・ハリス               |                                  | ジョージ・ハリス             | ジョージ・ハリス             |
| アバーフォース・ダンブルドア     |                                               |                                               |                            |                          |                                | ジム・マクマナス               |                                  |                              | キアラン・ハインズ           |
| クリーチャーの声                 |                                               |                                               |                            |                          |                                | ティモシー・ベイトソン         |                                  | サイモン・マクバーニー       |                              |
| 謎のプリンスから登場する人物     |                                               |                                               |                            |                          |                                |                                |                                  |                              |                              |
| ホラス・スラグホーン             |                                               |                                               |                            |                          |                                |                                | ジム・ブロードベント             | ジム・ブロードベント（音声） | ジム・ブロードベント         |
| ナルシッサ・マルフォイ           |                                               |                                               |                            |                          |                                |                                | ヘレン・マックロリー             | ヘレン・マックロリー         | ヘレン・マックロリー         |
| フェンリール・グレイバック       |                                               |                                               |                            |                          |                                |                                | デイブ・レジェノ                 | デイブ・レジェノ             | デイブ・レジェノ             |
| 死の秘宝 PART1から登場する人物   |                                               |                                               |                            |                          |                                |                                |                                  |                              |                              |
| スカビオール                     |                                               |                                               |                            |                          |                                |                                |                                  | ニック・モラン               | ニック・モラン               |
| ゼノフィリウス・ラブグッド       |                                               |                                               |                            |                          |                                |                                |                                  | リス・エヴァンス             |                              |
| ルーファス・スクリムジョール     |                                               |                                               |                            |                          |                                |                                |                                  | ビル・ナイ                   |                              |
| ヤックスリー                     |                                               |                                               |                            |                          |                                |                                |                                  | ピーター・マラン             |                              |

## 日本語吹替キャスト
| キャラクター                     |                          | 賢者の石                 | 秘密の部屋               | アズカバンの囚人         | 炎のゴブレット           | 不死鳥の騎士団           | 謎のプリンス             | 死の秘宝 PART 1          | 死の秘宝 PART 2          |
| 賢者の石から登場する人物         | 賢者の石から登場する人物 | 賢者の石から登場する人物 | 賢者の石から登場する人物 | 賢者の石から登場する人物 | 賢者の石から登場する人物 | 賢者の石から登場する人物 | 賢者の石から登場する人物 | 賢者の石から登場する人物 | 賢者の石から登場する人物 |
| -------------------------------- | ------------------------ | ------------------------ | ------------------------ | ------------------------ | ------------------------ | ------------------------ | ------------------------ | ------------------------ | ------------------------ |
| ハリー・ポッター                 | 小野賢章                 | 小野賢章                 | 小野賢章                 | 小野賢章                 | 小野賢章                 | 小野賢章                 | 小野賢章                 | 小野賢章                 | 小野賢章                 |
| ロン・ウィーズリー               | 常盤祐貴                 | 常盤祐貴                 | 常盤祐貴                 | 常盤祐貴                 | 常盤祐貴                 | 常盤祐貴                 | 常盤祐貴                 | 常盤祐貴                 | 常盤祐貴                 |
| ハーマイオニー・グレンジャー     | 須藤祐実                 | 須藤祐実                 | 須藤祐実                 | 須藤祐実                 | 須藤祐実                 | 須藤祐実                 | 須藤祐実                 | 須藤祐実                 | 須藤祐実                 |
| アルバス・ダンブルドア           | 永井一郎                 | 永井一郎                 | 永井一郎                 | 永井一郎                 | 永井一郎                 | 永井一郎                 | 永井一郎                 | 永井一郎                 | 永井一郎                 |
| ヴォルデモート卿 トム・リドル    | 江原正士                 | 江原正士                 |                          |                          | 江原正士                 | 江原正士                 |                          | 江原正士                 | 江原正士                 |
| ヴォルデモート卿 トム・リドル    | 16歳                     |                          | 石田彰                   |                          |                          |                          | 福山潤                   | 福山潤                   |                          |
| ヴォルデモート卿 トム・リドル    | 11歳                     |                          |                          |                          |                          |                          | 小林翼                   |                          |                          |
| セブルス・スネイプ               | 土師孝也                 | 土師孝也                 | 土師孝也                 | 土師孝也                 | 土師孝也                 | 土師孝也                 | 土師孝也                 | 土師孝也                 | 土師孝也                 |
| セブルス・スネイプ               | 幼少期                   |                          |                          |                          |                          |                          |                          |                          | 野口響                   |
| ミネルバ・マクゴナガル           | 谷育子                   | 谷育子                   | 谷育子                   | 谷育子                   | 谷育子                   | 谷育子                   | 谷育子                   |                          | 谷育子                   |
| ルビウス・ハグリッド             | 斎藤志郎                 | 斎藤志郎                 | 斎藤志郎                 | 斎藤志郎                 | 斎藤志郎                 | 斎藤志郎                 | 斎藤志郎                 | 斎藤志郎                 | 斎藤志郎                 |
| フィリウス・フリットウィック     | 田村錦人                 | 田村錦人                 |                          |                          | 田村錦人                 | 田村錦人                 | 田村錦人                 |                          | 田村錦人                 |
| アーガス・フィルチ               | 青野武                   | 青野武                   | 青野武                   | 青野武                   |                          |                          | 青野武                   |                          | 浦山迅                   |
| ドラコ・マルフォイ               | 三枝享祐                 | 三枝享祐                 | 三枝享祐                 | 三枝享祐                 | 三枝享祐                 | 三枝享祐                 | 三枝享祐                 | 三枝享祐                 | 三枝享祐                 |
| ネビル・ロングボトム             | 上野容                   | 上野容                   | 上野容                   | 上野容                   | 上野容                   | 上野容                   | 上野容                   | 上野容                   | 上野容                   |
| バーノン・ダーズリー             | 楠見尚己                 | 楠見尚己                 | 楠見尚己                 | 楠見尚己                 |                          | 楠見尚己                 |                          | 楠見尚己                 |                          |
| ペチュニア・ダーズリー           | さとうあい               | さとうあい               | さとうあい               | さとうあい               |                          | さとうあい               |                          |                          |                          |
| ペチュニア・ダーズリー           | 幼少期                   |                          |                          |                          |                          |                          |                          |                          | 諸星すみれ               |
| モリー・ウィーズリー             | 一龍斎貞友               | 一龍斎貞友               | 一龍斎貞友               | 一龍斎貞友               |                          | 一龍斎貞友               | 一龍斎貞友               | 一龍斎貞友               | 一龍斎貞友               |
| ジニー・ウィーズリー             | 山田千晴                 | 山田千晴                 | 高野朱華                 | 高野朱華                 | 高野朱華                 | 高野朱華                 | 高野朱華                 | 高野朱華                 | 高野朱華                 |
| フレッド・ウィーズリー           | 尾崎光洋                 | 尾崎光洋                 | 尾崎光洋                 | 尾崎光洋                 | 尾崎光洋                 | 尾崎光洋                 | 尾崎光洋                 | 尾崎光洋                 | 尾崎光洋                 |
| ジョージ・ウィーズリー           | 尾崎光洋                 | 尾崎光洋                 | 尾崎光洋                 | 尾崎光洋                 | 尾崎光洋                 | 尾崎光洋                 | 尾崎光洋                 | 尾崎光洋                 | 尾崎光洋                 |
| オリバー・ウッド                 | 川島得愛                 | 川島得愛                 | 川島得愛                 |                          |                          |                          |                          |                          | 川島得愛                 |
| ほとんど首無しニック             | たかお鷹                 | たかお鷹                 | たかお鷹                 |                          |                          |                          |                          |                          |                          |
| 太った婦人                       | 竹口安芸子               | 竹口安芸子               |                          | 北薗るみ子               |                          |                          |                          |                          |                          |
| クィリナス・クィレル             | 横堀悦夫                 | 横堀悦夫                 |                          |                          |                          |                          |                          |                          |                          |
| マダム・フーチ                   | 火野カチコ               | 火野カチコ               |                          |                          |                          |                          |                          |                          |                          |
| オリバンダー老人                 | 小林勝也                 | 小林勝也                 |                          |                          |                          |                          |                          | 小林勝也                 | 小林勝也                 |
| グリップフック                   | 宮澤正                   | 宮澤正                   |                          |                          |                          |                          |                          | 宮澤正                   | 宮澤正                   |
| 秘密の部屋から登場する人物       |                          |                          |                          |                          |                          |                          |                          |                          |                          |
| ルシウス・マルフォイ             |                          |                          | 諸角憲一                 |                          | 諸角憲一                 | 諸角憲一                 |                          | 諸角憲一                 | 諸角憲一                 |
| アーサー・ウィーズリー           |                          |                          | 梅津秀行                 | 梅津秀行                 | 梅津秀行                 | 梅津秀行                 | 梅津秀行                 | 梅津秀行                 |                          |
| ドビー                           |                          |                          | 高木渉                   |                          |                          |                          |                          | 高木渉                   |                          |
| ポモーナ・スプラウト             |                          |                          | 山本与志恵               |                          |                          |                          |                          |                          |                          |
| マダム・ポンフリー               |                          |                          | 麻生美代子               |                          |                          |                          |                          |                          |                          |
| 嘆きのマートル                   |                          |                          | 坂本千夏                 |                          | 坂本千夏                 |                          |                          |                          |                          |
| コーネリウス・ファッジ           |                          |                          | 篠原大作                 | 篠原大作                 | 篠原大作                 | 篠原大作                 | 篠原大作                 |                          |                          |
| ギルデロイ・ロックハート         |                          |                          | 内田直哉                 |                          |                          |                          |                          |                          |                          |
| アズカバンの囚人から登場する人物 |                          |                          |                          |                          |                          |                          |                          |                          |                          |
| シリウス・ブラック               |                          |                          |                          | 辻親八                   | 辻親八                   | 辻親八                   |                          |                          | 辻親八                   |
| リーマス・ルーピン               |                          |                          |                          | 郷田ほづみ               |                          | 郷田ほづみ               | 郷田ほづみ               | 郷田ほづみ               | 郷田ほづみ               |
| ピーター・ペティグリュー         |                          |                          |                          | 茶風林                   | 茶風林                   |                          |                          | 茶風林                   |                          |
| シビル・トレローニー             |                          |                          |                          | 幸田直子                 |                          | 幸田直子                 |                          |                          | 幸田直子                 |
| マダム・ロスメルタ               |                          |                          |                          | 弥永和子                 |                          |                          |                          |                          |                          |
| マージョリー・ダーズリー         |                          |                          |                          | 磯辺万沙子               |                          |                          |                          |                          |                          |
| 炎のゴブレットから登場する人物   |                          |                          |                          |                          |                          |                          |                          |                          |                          |
| アラスター・ムーディ             |                          |                          |                          |                          | 小林修                   | 小林修                   |                          | 小林修                   |                          |
| セドリック・ディゴリー           |                          |                          |                          |                          | 日野聡                   |                          |                          |                          |                          |
| フラー・デラクール               |                          |                          |                          |                          | 小笠原亜里沙             |                          |                          | 小笠原亜里沙             | 小笠原亜里沙             |
| ビクトール・クラム               |                          |                          |                          |                          | 坂詰貴之                 |                          |                          |                          |                          |
| リータ・スキーター               |                          |                          |                          |                          | 勝生真沙子               |                          |                          |                          |                          |
| オリンペ・マクシーム             |                          |                          |                          |                          | 久保田民絵               |                          |                          |                          |                          |
| イゴール・カルカロフ             |                          |                          |                          |                          | 清水明彦                 |                          |                          |                          |                          |
| バーテミウス・クラウチ・シニア   |                          |                          |                          |                          | 佐々木勝彦               |                          |                          |                          |                          |
| 不死鳥の騎士団から登場する人物   |                          |                          |                          |                          |                          |                          |                          |                          |                          |
| ベラトリックス・レストレンジ     |                          |                          |                          |                          |                          | 高乃麗                   | 高乃麗                   | 高乃麗                   | 高乃麗                   |
| ドローレス・アンブリッジ         |                          |                          |                          |                          |                          | 小宮和枝                 | 小宮和枝                 | 小宮和枝                 |                          |
| ニンファドーラ・トンクス         |                          |                          |                          |                          |                          | 日野未歩                 | 日野未歩                 | 日野未歩                 |                          |
| キングズリー・シャックルボルト   |                          |                          |                          |                          |                          | 立川三貴                 |                          | 立川三貴                 | 立川三貴                 |
| アバーフォース・ダンブルドア     |                          |                          |                          |                          |                          | 石住昭彦                 |                          |                          | 菅生隆之                 |
| クリーチャーの声                 |                          |                          |                          |                          |                          | 柴田秀勝                 |                          | 柴田秀勝                 |                          |
| 謎のプリンスから登場する人物     |                          |                          |                          |                          |                          |                          |                          |                          |                          |
| ホラス・スラグホーン             |                          |                          |                          |                          |                          |                          | 森功至                   | 森功至                   | 森功至                   |
| ナルシッサ・マルフォイ           |                          |                          |                          |                          |                          |                          | 佐藤しのぶ               | 佐藤しのぶ               | 佐藤しのぶ               |
| フェンリール・グレイバック       |                          |                          |                          |                          |                          |                          | 江川央生                 | 江川央生                 |                          |
| 死の秘宝 PART1から登場する人物   |                          |                          |                          |                          |                          |                          |                          |                          |                          |
| スカビオール                     |                          |                          |                          |                          |                          |                          |                          | 佐藤せつじ               |                          |
| ゼノフィリウス・ラブグッド       |                          |                          |                          |                          |                          |                          |                          | 佐々木睦                 |                          |
| ルーファス・スクリムジョール     |                          |                          |                          |                          |                          |                          |                          | 小川真司                 |                          |
| ヤックスリー                     |                          |                          |                          |                          |                          |                          |                          | 廣田行生                 |                          |
| 死の秘宝 PART2から登場する人物   |                          |                          |                          |                          |                          |                          |                          |                          |                          |
| 灰色のレディ                     |                          |                          |                          |                          |                          |                          |                          |                          | 愛河里花子               |

## スピンオフ
2013年9月12日、ワーナー・ブラザースは『幻の動物とその生息地』「1巻P102九行目」(Fantastic Beasts and Where to Find Them）を元にした映画を制作することを発表。第1作は『ファンタスティック・ビーストと魔法使いの旅』。『ハリー・ポッター』シリーズから約70年前のニューヨークが舞台となる。脚本はJ・K・ローリング。全5部作予定 。

## テレビ放送

### 日本
2010年7月に日本テレビが当時公開されていなかった第7作と第8作を含む全シリーズの地上波放映権を獲得。『金曜ロードショー』→『金曜ロードSHOW!』にて放送した。

### アメリカ
2016年にNBCユニバーサルが2018年から2025年までのテレビ放送とデジタル配信の独占放映権を獲得。USAネットワークやSyfyなどの系列テレビ局にて、全シリーズと「ファンタスティック・ビースト」シリーズを放送している。
なお、2020年5月27日からワーナー・ブラザーズの親会社であるワーナーメディアが定額制動画配信サービス「HBO Max」を開始するのに伴い、アメリカ国内でのデジタル配信権をNBCユニバーサルから買い戻している。
HBO Maxは本シリーズ第1作の公開20周年を記念した特別番組を制作し、2022年1月1日に配信した。日本では『ハリー・ポッター20周年記念:リターン・トゥ・ホグワーツ』として、U-NEXTから同月8日に独占配信した。

## 映像ソフト化
発売・販売元はワーナー・ブラザース・ホームエンターテイメント。
- 【1,000セット限定生産】ハリー・ポッター ウィザード・コレクション（Blu-ray&DVD計31枚組、2012年12月5日発売）

- 【初回限定生産】ハリー・ポッター コンプリート セット（Blu-ray版 / DVD版共に8枚組、2012年12月5日発売、2013年10月18日にジャケットを変更して再発売）
  - ディスク1：『賢者の石』本編ディスク
  - ディスク2：『秘密の部屋』本編ディスク
  - ディスク3：『アズカバンの囚人』本編ディスク
  - ディスク4：『炎のゴブレット』本編ディスク
  - ディスク5：『不死鳥の騎士団』本編ディスク
  - ディスク6：『謎のプリンス』本編ディスク
  - ディスク7：『死の秘宝 PART1』本編ディスク
  - ディスク8：『死の秘宝 PART2』本編ディスク

- 【初回限定生産】ハリー・ポッター Blu-ray コンプリートセット 特典ディスク付（11枚組、2014年12月17日発売）
  - ディスク1：『賢者の石』本編Blu-ray
  - ディスク2：『秘密の部屋』本編Blu-ray
  - ディスク3：『アズカバンの囚人』本編Blu-ray
  - ディスク4：『炎のゴブレット』本編Blu-ray
  - ディスク5：『不死鳥の騎士団』本編Blu-ray
  - ディスク6：『謎のプリンス』本編Blu-ray
  - ディスク7：『謎のプリンス』特典Blu-ray
  - ディスク8：『死の秘宝 PART1』本編Blu-ray
  - ディスク9：『死の秘宝 PART1』特典Blu-ray
  - ディスク10：『死の秘宝 PART2』本編Blu-ray
  - ディスク11：『死の秘宝 PART2』特典Blu-ray

- 【初回限定生産】ハリー・ポッター DVD コンプリートセット 特典ディスク付（16枚組、2014年12月17日発売）
  - ディスク1：『賢者の石』本編DVD
  - ディスク2：『賢者の石』特典DVD
  - ディスク3：『秘密の部屋』本編DVD
  - ディスク4：『秘密の部屋』特典DVD
  - ディスク5：『アズカバンの囚人』本編DVD
  - ディスク6：『アズカバンの囚人』特典DVD
  - ディスク7：『炎のゴブレット』本編DVD
  - ディスク8：『炎のゴブレット』特典DVD
  - ディスク9：『不死鳥の騎士団』本編DVD
  - ディスク10：『不死鳥の騎士団』特典DVD
  - ディスク11：『謎のプリンス』本編DVD
  - ディスク12：『謎のプリンス』特典DVD
  - ディスク13：『死の秘宝 PART1』本編DVD
  - ディスク14：『死の秘宝 PART1』特典DVD
  - ディスク15：『死の秘宝 PART2』本編DVD
  - ディスク16：『死の秘宝 PART2』特典DVD

- ハリー・ポッター 8-Film Blu-rayセット / DVDセット（8枚組、2016年11月2日発売）
  - ディスク1：『賢者の石』本編ディスク
  - ディスク2：『秘密の部屋』本編ディスク
  - ディスク3：『アズカバンの囚人』本編ディスク
  - ディスク4：『炎のゴブレット』本編ディスク
  - ディスク5：『不死鳥の騎士団』本編ディスク
  - ディスク6：『謎のプリンス』本編ディスク
  - ディスク7：『死の秘宝 PART1』本編ディスク
  - ディスク8：『死の秘宝 PART2』本編ディスク

- ハリー・ポッター コンプリート 8-Film BOX（Blu-ray&DVD24枚組、2016年11月2日発売）

- ハリー・ポッター 8フィルムコレクション＜4K ULTRA HD&ブルーレイセット＞（16枚組、2017年12月20日発売）
  - ディスク1：『賢者の石』本編4K ULTRA HD Blu-ray
  - ディスク2：『賢者の石』本編Blu-ray（ウィザード・コレクション、コレクターズ・エディションと共通）
  - ディスク3：『秘密の部屋』本編4K ULTRA HD Blu-ray
  - ディスク4：『秘密の部屋』本編Blu-ray（ウィザード・コレクション、コレクターズ・エディションと共通）
  - ディスク5：『アズカバンの囚人』4K ULTRA HD Blu-ray
  - ディスク6：『アズカバンの囚人』本編Blu-ray（ウィザード・コレクション、コレクターズ・エディションと共通）
  - ディスク7：『炎のゴブレット』本編4K ULTRA HD Blu-ray
  - ディスク8：『炎のゴブレット』本編Blu-ray（ウィザード・コレクション、コレクターズ・エディションと共通）
  - ディスク9：『不死鳥の騎士団』本編4K ULTRA HD Blu-ray
  - ディスク10：『不死鳥の騎士団』本編Blu-ray（ウィザード・コレクション、コレクターズ・エディションと共通）
  - ディスク11：『謎のプリンス』本編4K ULTRA HD Blu-ray
  - ディスク12：『謎のプリンス』本編Blu-ray（ウィザード・コレクション、コレクターズ・エディションと共通）
  - ディスク13：『死の秘宝 PART1』本編4K ULTRA HD Blu-ray
  - ディスク14：『死の秘宝 PART1』本編Blu-ray（ウィザード・コレクション、コレクターズ・エディションと共通）
  - ディスク15：『死の秘宝 PART2』本編4K ULTRA HD Blu-ray
  - ディスク16：『死の秘宝 PART2』本編Blu-ray（ウィザード・コレクション、コレクターズ・エディションと共通）
  - その他特典
    - 特製アウターケース付き
- 【初回限定生産】ハリー・ポッター 8-Film Set ＜バック・トゥ・ホグワーツ仕様＞（Blu-ray / DVD8枚組、2018年9月19日発売）
  - ディスク1：『賢者の石』本編ディスク
  - ディスク2：『秘密の部屋』本編ディスク
  - ディスク3：『アズカバンの囚人』本編ディスク
  - ディスク4：『炎のゴブレット』本編ディスク
  - ディスク5：『不死鳥の騎士団』本編ディスク
  - ディスク6：『謎のプリンス』本編ディスク
  - ディスク7：『死の秘宝 PART1』本編ディスク
  - ディスク8：『死の秘宝 PART2』本編ディスク
  - その他特典
    - バック・トゥ・ホグワーツ仕様 特製スリーブケース
- 【初回限定生産】ハリー・ポッター コンプリート 8-Film BOX ＜バック・トゥ・ホグワーツ仕様＞（Blu-ray&DVD24枚組、2018年9月19日発売）
  - ディスク1：『賢者の石』本編Blu-ray
  - ディスク2：『賢者の石』特典DVD
  - ディスク3：『賢者の石』特典Blu-ray
  - ディスク4：『秘密の部屋』本編Blu-ray
  - ディスク5：『秘密の部屋』特典DVD
  - ディスク6：『秘密の部屋』特典Blu-ray
  - ディスク7：『アズカバンの囚人』本編Blu-ray
  - ディスク8：『アズカバンの囚人』特典DVD
  - ディスク9：『アズカバンの囚人』特典Blu-ray
  - ディスク10：『炎のゴブレット』本編Blu-ray
  - ディスク11：『炎のゴブレット』特典DVD
  - ディスク12：『炎のゴブレット』特典Blu-ray
  - ディスク13：『不死鳥の騎士団』本編Blu-ray
  - ディスク14：『不死鳥の騎士団』特典Blu-ray
  - ディスク15：『謎のプリンス』本編Blu-ray
  - ディスク16：『謎のプリンス』特典Blu-ray
  - ディスク17：『死の秘宝 PART1』本編Blu-ray
  - ディスク18：『死の秘宝 PART1』特典Blu-ray
  - ディスク19：『死の秘宝 PART1』本編Blu-ray 3D
  - ディスク20：『死の秘宝 PART2』本編Blu-ray
  - ディスク21：『死の秘宝 PART2』特典Blu-ray
  - ディスク22：『死の秘宝 PART2』本編Blu-ray 3D
  - ディスク23：特典Blu-ray
  - ディスク24：日本オリジナル映像特典Blu-ray
  - 封入特典
    - フォトブック＜完全翻訳版＞（390P）
    - 各寮のトリビアカード（グリフィンドール / ハッフルパフ / レイブンクロー / スリザリン）

  - その他特典
    - ピクチャーレーベル仕様
    - バック・トゥ・ホグワーツ仕様 特装パッケージ